# Eva Röse

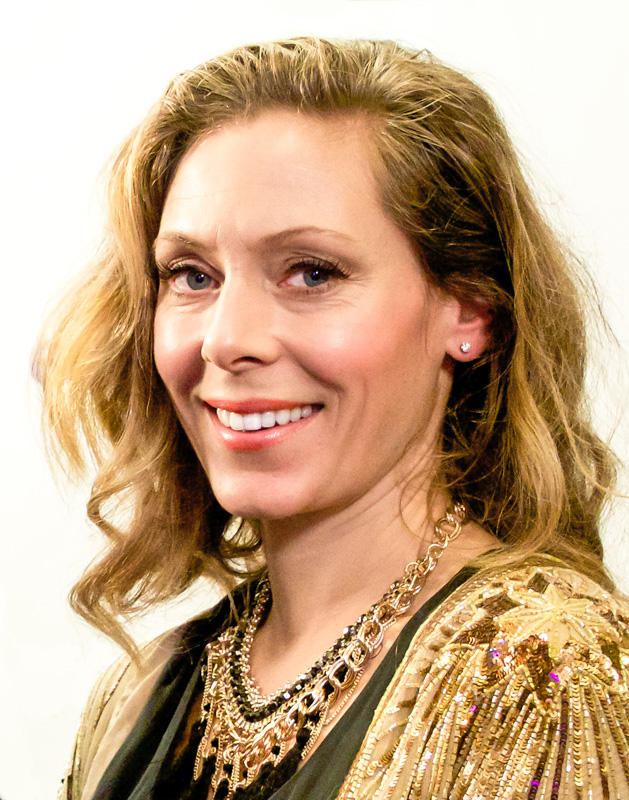
Eva Röse (2013)

Eva Charlotta Röse (* 16. Oktober 1973 in Stockholm) ist eine schwedische Schauspielerin.

## Karriere
Eva Röse begann ihre Karriere als Moderatorin im schwedischen Kinderfernsehen und studierte anschließend an der Stockholmer Theaterhochschule Dramatens elevskola. Nachdem sie ihr Examen 1998 erfolgreich abgeschlossen hatte, übernahm sie Rollen am Stockholmer Stadttheater, am Königlich Dramatischen Theater und in mehreren Kinofilmen. Im deutschsprachigen Raum wurde sie hauptsächlich durch die Verfilmung der Kriminalromane der schwedischen Schriftstellerin Anna Jansson bekannt, die als Filmreihe unter dem Titel Maria Wern, Kripo Gotland im Fernsehprogramm Das Erste ausgestrahlt wird, wo sie die Titelrolle der Kommissarin Maria Wern spielt.

## Privates
Eva Röse wuchs als Jüngste von vier Schwestern auf. Sie ist seit 2014 mit dem Fotografen Jacob Felländer verheiratet. Das Ehepaar hat vier Söhne. Ihre Hobbys sind Reiten, Tanzen, Singen, Akrobatik, Feuerschlucken und Kampfkunst. Neben ihrer Muttersprache Schwedisch spricht sie Englisch, Deutsch und Französisch. Sie setzt sich seit 2007 bei UNICEF für die Einhaltung der Menschenrechte ein.

## Hauptrollen im Theater (Auswahl)
- 1998: Eines langen Tages Reise in die Nacht
- 2002: Onkel Wanja
- 2003: Die Katze auf dem heißen Blechdach
- 2006: Harry und Sally

## Filmografie (Auswahl)
- 1984: Isas fläta (Kurzfilm)
- 1996: Zwei Helden (De største helte)
- 1997: Adam & Eva
- 1998: Längtans blåa blomma
- 1999: Magnetisørens femte vinter
- 1999: OP7
- 2002: Disco Kung Fu
- 2003: Die Tote am See (Villmark)
- 2003: Talismanen (TV-Serie)
- 2003: Kops (Kopps)
- 2005: Storm
- 2005: Att göra en pudel
- 2006: Göta kanal 2 – Kanalkampen
- 2006: Mirakel
- 2008: Rallybrudar
- 2009: Göta kanal 3 – Kanalkungens Hemlighet
- 2008: Maria Wern, Kripo Gotland – Das Geheimnis der toten Vögel (Maria Wern – Främmande fågel) (TV-Serie)
- 2010: Der Kommissar und das Meer – Ein Leben ohne Lüge
- 2010: Maria Wern, Kripo Gotland – Und die Götter schweigen (Maria Wern – Stum sitter guden) (TV-Serie bzw. Filmreihe)
- 2010: Maria Wern, Kripo Gotland – Totenwache (Maria Wern – Alla de stillsamma döda) (Filmreihe)
- 2011: Maria Wern, Kripo Gotland – Schneeträume (Maria Wern – Drömmar ur snö)
- 2011: Maria Wern, Kripo Gotland – Es schlafe der Tod (Maria Wern – Må döden sova)
- 2011: Maria Wern, Kripo Gotland – Schwarze Schmetterlinge (Maria Wern – Svart fjäril)
- 2011: Maria Wern, Kripo Gotland – Kinderspiel (Maria Wern – Pojke försvunnen)
- 2012: Maria Wern, Kripo Gotland – Die Insel der Puppen (Maria Wern – Inte ens det förflutna)
- 2012: Real Humans – Echte Menschen (Äkta människor) (TV-Serie)
- 2013: Maria Wern, Kripo Gotland – Stille Wasser (Maria Wern – Drömmen förde dig vilse)
- 2013: Maria Wern, Kripo Gotland – Vermächtnis (Maria Wern – Först när givaren är död)
- 2014: Der Kommissar und das Meer – Unter Männern
- 2015: Maria Wern, Kripo Gotland – Sommerrausch (Maria Wern - Min lycka är din)
- 2015: Maria Wern, Kripo Gotland – Das Opfer (Maria Wern - De döda tiger)
- 2016: Maria Wern, Kripo Gotland – Vergeltung (Maria Wern - Dit ingen når)
- 2016: Maria Wern, Kripo Gotland – Eine andere Welt (Maria Wern - Smutsiga avsikter)
- 2018: Maria Wern, Kripo Gotland – Tödliche Leidenschaft (Maria Wern - Den eld som brinner)
- 2018: Maria Wern, Kripo Gotland – In der Tiefe (Maria Wern - Ringar på vattnet)
- 2018: Maria Wern, Kripo Gotland – Bedrohung (Maria Wern - Viskningar i vinden)
- 2018: Maria Wern, Kripo Gotland – Wunden (Maria Wern - Jord ska du åter vara)
- 2019–2022: Heder (Fernsehserie, 22 Folgen)
- 2020: The Postcard Killings
- 2021: Locked Down
- 2022: Göta kanal – Vinna eller försvinna
- 2023: Maria Wern, Kripo Gotland - Freier Fall

## Belege
1. ↑  Stadttheater Stockholm - Profil Eva Röse (Memento vom 12. März 2007 im Internet Archive), Stadsteatern 5. Oktober 2006, abgerufen am 10. August 2018.
2. ↑  Maria Wern, Kripo Gotland im deutschen Fernsehen, abgerufen am 10. August 2018.
3. ↑  Eva Roese privat, abgerufen am 26. Januar 2020.

| Personendaten    | Personendaten                            |
| ---------------- | ---------------------------------------- |
| NAME             | Röse, Eva                                |
| ALTERNATIVNAMEN  | Röse, Eva Charlotta (vollständiger Name) |
| KURZBESCHREIBUNG | schwedische Schauspielerin               |
| GEBURTSDATUM     | 16. Oktober 1973                         |
| GEBURTSORT       | Stockholm, Schweden                      |